# Programma Langlands
In matematica, il programma Langlands è un'iniziativa di vasta portata, ancora in sviluppo, per la ricerca di connessioni tra la teoria dei numeri e la geometria. Fu proposto dal matematico Robert Langlands quando cercò di mettere in relazione i gruppi di Galois in teoria algebrica dei numeri con le forme automorfe e le rappresentazioni di gruppi algebrici su campi locali e anelli di adele (idele additivo o gruppo algebrico adelico). 
Ritenuto il più vasto progetto singolo della moderna ricerca matematica, il programma Langlands è stato descritto da Edward Frenkel come “una sorta di grande teoria unificata della matematica.”.